# Liščí Hora
Liščí Hora (německy Fuchsberg) je zaniklá vesnice, osada obce Rybník v okrese Domažlice. Nachází se asi 5 km na sever od Rybníka.

## Historie
Vesnice byla založena pány ze Švamberka spolu s dalšími okolními vesnicemi v rozmezí let 1530 až 1540.
Ves původně náležela pod správu hradu Přimdy a Antonín Profous ji zmiňuje při dělení přimdského panství roku 1591 a znova roku 1595.
Liščí Hora byla v roce 1869 a v letech 1880–1910 a 1921–1930 pod názvem Fuchsberg osadou obce Novosedly (Neubäu). V roce 1950 osadou obce Rybník a v letech 1961–1974 částí obce Rybník. K datu 1. lednu 1974 jako část obce zanikla.
Jako evidenční část obce Rybník vznikla k 20. červenci 2021 a k uvedenému datu se zde nacházela jedna evidenční adresa.
Po odchodu posledních obyvatel objekty chátraly a dochovaly se z nich pouze ruiny. Výjimkou bylo stavení původně obývané rodinou Voglovou, dříve evidované jako čp. 12. Po roce 2000 byl dům částečně opraven a využíván jako sezónní stáj pro krávy a později opuštěn.
V současnosti (2023) je opravován a slouží k celoročnímu pobytu. Jeho adresa je Liščí Hora 1, 345 25 Rybník, a tak se na Liščí Horu vrací život.

## Obyvatelstvo
Sommerova topografie z roku 1839 popisuje ve vsi 12 domů a 116 obyvatel.
Při sčítání lidu v roce 1921 zde žilo 105 obyvatel, všichni německé národnosti. K římskokatolické církvi se hlásilo všech 105 obyvatel.
V roce 1930 zde v 16 domech žilo 99 Němců a 1 Čech.
| Rok            | 1869 | 1880 | 1890 | 1900 | 1910 | 1921 | 1930 | 1950 | 1961 | 1970 | 1980 | 1991 | 2001 | 2011 |
| -------------- | ---- | ---- | ---- | ---- | ---- | ---- | ---- | ---- | ---- | ---- | ---- | ---- | ---- | ---- |
| Počet obyvatel | 123  | 117  | 119  | 113  | 106  | 105  | 100  | 4    | –    | –    | –    | –    | –    | –    |
| Počet domů     | 13   | 15   | 15   | 15   | 16   | 16   | 16   | 10   | –    | –    | –    | –    | –    | –    |